# Jean Laborde
Jean Laborde (Auch, 16 d'octubre de 1805- Antananarivo, 27 de desembre de 1878) va ser un industrial francès, cap d'enginyers de la monarquia Merina sota el regnat de Ranavalona I i primer cònsol francès a Madagascar.
El vaixell francès on viatjava Laborde, en expedició a Moçambic, va naufragar a Madagascar el 1831. Va establir-se primer a Mahela on va ser recomanat al govern com a professional que podia fabricar material de guerra, i poc després a Antananarivo, on se li van concedir grans extensions de terra i mà d'obra il·limitada per a proveir armament a l'exèrcit Merina. A 60 km de la capital va construir un centre industrial de fabricació i enginyeria; en 6 anys el complex tenia alts forns amb rodes hidràuliques que produïen ferro colat, produïa ferro forjat, una planta d'acer que produïa acer per a molles, una fàbrica de vidre, maons i ciment, una foneria pesada capaç de produir canons, una fàbrica de mosquetons, un molí de pólvora, fabricava projectils de plom, i fàbriques tèxtils amb telers elèctrics. Laborde també va obrir mines, construir carreteres i ponts en diverses parts de l'illa i un tram de ferrocarril tirat per cavalls.
Laborde es va involucrar en el cop d'estat de 1857 instigat per Joseph-François Lambert i va ser proscrit per la reina Ranavalona. Va poder tornar amb l'ascens al poder de Radama II. El rei de França, Napoleó III, el va nomenar primer cònsol francès a la cort Merina, i a casa seva a Andohalo, es va emplaçar el primer consolat de França a Madagascar. El govern francès va pressionar al Merina perquè compensés a Laborde i als seus hereus per la pèrdua del seu patrimoni i riquesa quan va ser expulsat; la negativa del primer ministre de la reina Ranavalona III, Rainilaiarivony, va esdevenir una de les justificacions de l'inici de la guerra Franco-Malgaix i la invasió de Madagascar per les tropes franceses.
El nom específic de l'espècie Furcifer labordi ve donat en el seu honor.